# Đông Kinh (phường)
Đông Kinh là một phường thuộc tỉnh Lạng Sơn, Việt Nam.

## Địa lý
Phường Đông Kinh nằm ở trung tâm tỉnh Lạng Sơn, có vị trí địa lý:
- Phía đông giáp phường Kỳ Lừa và xã Chiến Thắng
- Phía tây giáp phường Lương Văn Tri
- Phía nam giáp xã Chiến Thắng
- Phía bắc giáp phường Kỳ Lừa và phường Tam Thanh

## Diện tích, dân số
Phường Đông Kinh có diện tích 51,74 km², dân số 50.436 người, mật độ dân số đạt 4.318 người/km².

## Lịch sử
Ngày 29 tháng 8 năm 1994, chuyển xã Đông Kinh thành phường Đông Kinh.
Ngày 1 tháng 7 năm 2025, Ủy ban Thường vụ Quốc hội ban hành Nghị quyết số 1672/NQ-UBTVQH15 về việc sắp xếp các đơn vị hành chính cấp xã của tỉnh Lạng Sơn năm 2025. Theo đó,Sắp xếp toàn bộ diện tích tự nhiên, quy mô dân số của phường Vĩnh Trại, phường Đông Kinh, xã Yên Trạch và xã Mai Pha thành phường mới có tên gọi là phường Đông Kinh.